# 仙台クリエイティブ・クラスター・コンソーシアム
仙台クリエイティブ・クラスター・コンソーシアム（せんだい - 。英称：Sendai Creative Cluster Consortium、略称：SC3）は、宮城県仙台市に設立された産学官連携組織。クリエイターやクリエイティブ企業のサポートを行い、仙台にクリエイティブ産業のクラスターを形成すること、都市・社会の課題をクリエイティブ・アプローチにより解決することを目的とする。

## 経緯
仙台市では、今後到来する人口減少社会における産業政策及び都市政策として、量的拡大以外に価値を見出す必要があるとし、「豊かさ」を生み出す文化や科学技術の創造性など、クリエイターやクリエイティブ産業群の集積・活用による新産業創出・地域活性化を目指すこととしている。2007年（平成19年）1月に策定された仙台市都市ビジョン においても、都市づくりの理念と方向性として、「芸術や文化の創造性を活かした仙台独自の創造的産業の振興」を掲げ、「デジタルコンテンツ、映像、プロダクトデザインなどの創造的産業を育成・強化するとともに、それらの連携により高い相乗効果を生み出す仙台独自の創造的産業の集積（クリエイティブ・クラスター）の形成を目指します」 と謳われている。このように、産業創造の転換、知識社会・知識経済の到来を受け、新たに市内におけるクリエイティブ産業の振興を図るため、産学官の連携により2007年（平成19年）2月に設立された。

## 組織

### 会員
2007年（平成19年）2月の設立時にはウェブ、メディア等の30社・名程度でスタートされたが、現在では、グラフィック、ウェブ、映像、プロダクト等のクリエイターを中心に約260社・名にのぼっている（2010年3月現在）。また、国の行政機関、宮城県及び仙台市をはじめ、第三セクターや商工会議所などの市内の各種団体も特別会員として参画している。

### プロデューサー
地域クリエイターの発掘や地域のクリエイティブなプロジェクトの支援、企業へのプロモーションなどを行うプロデューサー8名がコンソーシアム内に配置されている。
チーフプロデューサー
- 本江正茂　（建築デザイン：東北大学大学院工学研究科准教授）

プロデューサー
- 菊地正宏　（ライター：仙台経済新聞編集長）
- 吉川由美　（アートプロデューサー：(有)ダハプランニングワーク代表取締役）
- 齋藤高晴　（映像作家・プロデューサー）
- 柿崎慎也　（プロジェクトマネージャー：TRUNK｜CREATIVE OFFICE SHARING インキュベーションマネージャー）
- 國永眞一郎　（音楽プロデューサー：DS Design代表）
- 泉友子　（合同会社メリーメリークリスマスランド代表社員）
- 庄司みゆき　（オーサムクリエイト株式会社代表取締役）

### 事務局
事務局は仙台市経済局産業政策部産業振興課内に置かれている。

## 活動内容
主な事業は、「プロジェクトの育成」、「ネットワーク形成」及び「情報発信」の3つである。

### プロジェクトの育成
当コンソーシアムでは、創造性豊かな意欲あるプロジェクトを認定し、仙台市や財団法人仙台市産業振興事業団と協力してプロデューサー等によるサポート、コンソーシアム及び仙台市による広報支援などを受けることができる。認定するプロジェクトは支援内容に応じて以下の3つに区分されている。
- サポートプロジェクト

年度内に事業を実現できる段階のものが対象。
- リサーチプロジェクト

年度内に構想を策定できる段階のものが対象。仙台市から活動経費等の助成を受けることができる。
- スタートアッププロジェクト

年度内に事業を実現できる段階のものが対象。仙台市から活動経費等の助成を受けることができる。

### ネットワーク形成
クリエイティブ産業の分野で活躍する方をゲストに迎えたトーク及びディスカッションを通じ、先進的な事例や考え方に触れるとともに、新たなプロジェクトを生み出すことや参加者間の交流による新たなコラボレーションを生み出す場として、「SC3カフェ」が開催されている。

### 情報発信

#### Webサイト等を活用した情報発信、交流促進
会員等のクリエイティブ産業に関連する各種情報(各種セミナー、助成事業、募集情報など)をWebサイトで提供するとともに、メールニュースでの情報配信を行っている。

#### クリエイティブ・アンソロジー仙台
イラスト・デザイン・映像などあらゆる分野で活動するクリエイター、クリエイティブなプロジェクト、イベント情報、そして活動の場となるカフェやショップなどの情報をアンソロジー（傑作集）のように仙台から全国に発信するWebサイト「クリエイティブ・アンソロジー仙台」が開設された。

#### FutureEverything
音楽、アート、デジタルをテーマにマンチェスターで開催されるイベント「FutureEverything」。そのプログラムの1つとして世界5カ国（5都市）を繋ぎ、映像を通じて各都市の交流を図ることを目的とした「GloNet」が2010年5月13日に開催された。マンチェスターのほか、イスタンブール、サンパウロ、バンクーバーが選ばれ、アジア・日本からは仙台が選ばれた。仙台からは、仙台を拠点に世界で活躍するアーティストのパフォーマンスや仙台のクリエイターによるプレゼンテーションが行われ、仙台のクリエイティビティが世界に向けて発信された。

## 沿革

### プロジェクトの育成
平成19年度
- クリエイター活動の紹介と交流、これらの持続的モデルの研究

平成20年度
- クリエイティブ関連都市型フェスティバル調査研究会（FesLab）
- クリエイティブ・シェア・オフィスの事業計画に関する研究

この研究会を経て、平成22年2月22日に、シェアオフィス「TRUNK｜CREATIVE OFFICE SHARING」が開設された。
- 仙台における映画制作会社誘致に関する研究会
- 「電子ペーパー・サイネージ」デザインチャレンジ研究会

平成21年度
スタートアッププロジェクト
- 仙台不動産再生プロジェクト
- 仙台ミツバチプロジェクト
- 杜印良品
- SENDAI BRAND 創出プロジェクト

リサーチプロジェクト
- Media Farm × logue
- 仙台プロダクションネットワーク
- デザイン×サウンド×文字

サポートプロジェクト
- コンテンツ配信プラットフォーム構築
- クリエイティブ関連都市型フェスティバル調査研究会
- みやぎ漫画の力プロジェクトセミナー
- 仙台ガラス・プロジェクト
- 映像制作配信枠組み構築プロジェクト
- ソリューションデザインプロジェクト
- 仙台箪笥（SENDAI TANSU）世界ブランド化プロジェクト
- AppArt
- クリエイターとのコラボレーションによる滞在型の観光資源開発プロジェクト

### ネットワークの形成
平成21年度
- 「『Sendai×Berlin』～エレクトロミュージックをコアにした地域イベントの現在と未来～」／SC3 Café Vol.9」
- 「『クリエイティブな力が街を牽引する～ヨーロッパと日本の事例から』／SC3 Café Vol.10」
- 「『情報としての“場”を設計すること』／SC3 Café Vol.11」
- 「仙台クリエイティブ・フォーラム2009／SC3 Café Vol.12」
- 「～使いやすさをデザインにする人たち～デザイナーのこと もっと知ろう！／SC3 Café Vol.13」
- 「ＷＯＷがリリースしたiPhoneアプリの開発秘話／SC3 Café Vol.14」
- 「『クリエイターが世界に羽ばたくとき－セルフプロモーションの手法』／SC3 Café Vol.15」

## 関連事業
クリエイティブ産業立地促進助成金
コンソーシアムの事務局を担う仙台市では、地域産業の高度化・高付加価値化に向けて、文化芸術と産業を媒介するクリエイティブ産業の集積を図るため、平成21年1月に対象地区を限定したクリエイティブ産業への助成制度を設けた。